# Крупский, Николай Теофилович
Николай Теофилович Крупский — советский военный и политический деятель, инженер-полковник, старый большевик.

## Биография
Родился в 1890 году в Луге. Член КПСС.
Учился в Петербургском технологическом институте, агитатор РСДРП.
Участник Первой мировой войны: курсант Одесской школы прапорщиков, командир взвода 275-го запасного стрелкового полка, командир взвода 2-й запасной стрелковой дивизии.
Участник Октябрьской революции и гражданской войны: комвзвода 4-го артиллерийского полка, член ВРК Московско-Заставского района, военком Нарвского района, военком артиллерии 3-й стрелковой дивизии, военком инспекции артиллерии 13-й армии, сотрудник штаба Петроградского ВО.
В межвоенное время — военком электротехнической академии РККА, военком инженерной и электротехнической академии РККА, военком военно-хозяйственной академии РККА, слушатель военно-технической академии РККА.
Репрессирован, освобожден.
В 1937—1941 гг. — начальник отделения военно-морской техники 4 отдела (ВМФ) разведывательного управления РККА.
Участник Великой Отечественной войны, инженер-полковник.
С 1945 года в отставке, член Совета ветеранов партии при Ленинском райкоме КПСС города Ленинграда.
Умер в 1986 году в Ленинграде.

## Награды
- Орден Ленина (дважды, в том числе 21.02.1945)
- Орден Октябрьской Революции
- Орден Красного Знамени (03.11.1944)
- Орден Трудового Красного Знамени